# Libya Montes
I Libya Montes sono una catena montuosa situata sulla superficie del pianeta Marte, nei pressi dell'equatore, compresa fra Isidis Planitia, a nord, e la regione di Tyrrhena Terra, a sud. Probabilmente l'origine di questa formazione è collegata al medesimo impatto meteorico che anticamente formò Isidis Planitia; per questo motivo si ritiene che la regione presenti alcune delle rocce più antiche dell'intera superficie marziana, e che una sua analisi geologica potrebbe potenzialmente fornire dettagliate informazioni relativamente alle condizioni di Marte circa un miliardo di anni dopo la sua formazione.
All'estremo orientale dei Libya Montes si trova il cratere Du Martheray.
Nel 1999 la regione dei Libya Montes fu scelta come uno dei due possibili luoghi di atterraggio della sonda Mars Surveyor 2001 Lander, successivamente cancellata.

## Presenza d'acqua
Nei suoi pressi si trova una valle lunga circa 400 km, risalente a 3,5 miliardi di anni fa, probabilmente formatasi a causa dell'erosione da parte di un antico fiume di acqua liquida nel corso di circa 350 milioni di anni (la portata dell'antico corso d'acqua è stata stimata essere pari a quella del fiume Mississippi, negli Stati Uniti). Si ritiene che a intermittenti periodi di intensa attività fluviale si siano alternati periodi di siccità.